# Grgarske Ravne
Grgarske Ravne (olasz nyelven: Raune) falu Szlovéniában, a Goriška statisztikai régióban, a Banjšice-fennsíkon. Közigazgatásilag Nova Goricához tartozik. Lakosságának száma 165 fő. Grgarske Ravne közös önkormányzattal rendelkezik a közeli Bate községgel.

## Fordítás
- Ez a szócikk részben vagy egészben  a   Grgarske Ravne című angol Wikipédia-szócikk ezen változatának fordításán alapul.  Az eredeti cikk szerkesztőit annak laptörténete sorolja fel. Ez a jelzés csupán a megfogalmazás eredetét és a szerzői jogokat jelzi, nem szolgál a cikkben szereplő információk forrásmegjelöléseként.